# بیور (آلاسکا)
بیور (به انگلیسی: Beaver) شهری در ناحیه سرشماری یوکان-کویوکوک، آلاسکا ایالت آلاسکا است که جمعیت آن در سرشماری سال ۲۰۰۰ میلادی ۸۴ نفر بوده‌است.